# Verbandsgemeinde Trier-Land
Trier-Land is een verbandsgemeinde in het Duitse district Trier-Saarburg
in de Duitse deelstaat Rijnland-Palts.

## Gemeenten
1. Aach
2. Franzenheim
3. Hockweiler
4. Igel
5. Kordel
6. Langsur
7. Newel
8. Ralingen
9. Trierweiler
10. Welschbillig
11. Zemmer